# Naticinae
De Naticinae vormen een onderfamilie van de tepelhorens (Naticidae), een familie van weekdieren uit de klasse van de Gastropoda (slakken).

## Geslachten
- Cryptonatica Dall, 1892
- Natica Scopoli, 1777
- Naticarius Duméril, 1805
- Notocochlis Powell, 1933
- Paratectonatica Azuma, 1961
- Proxiuber Powell, 1933
- Stigmaulax Mörch, 1852
- Tanea Marwick, 1931
- Taniella Finlay & Marwick, 1937 †
- Tasmatica Finlay & Marwick, 1937
- Tectonatica Sacco, 1890